# لیزر پشه
لیزر پشه (به انگلیسی: Mosquito laser) دستگاهی است که توسط اخترفیزیکدانی به نام لوول وود اختراع شد تا بوسیلهٔ آن بتوان تعدادی زیادی پشه را نابود کرد و در نتیجه احتمال ابتلا به مالاریا را کاهش داد. اگرچه ایدهٔ ساخت این دستگاه در اوایل سال ۱۹۸۰ میلادی ارائه شد، اما تا چند دههٔ بعد به طور جدی مورد تحقیق اساسی قرار نگرفت. بنیاد بیل و ملیندا گیتس در سال ۲۰۰۷ از Intellectual Ventures LLC درخواست کرد تا راهی برای پایان بخشیدن به بیماری مالاریا پیدا کند و Intellectual Ventures ایدهٔ کشتن این پشه‌ها با لیزر را دوباره زنده کرد و اکنون یک نمونهٔ اولیه قابل استفاده از چنین دستگاهی را در اختیار دارد. این ایده همچنین مورد نقد قرار گرفته زیرا در مکان‌هایی که مالاریا شایع است معمولاً منبع تغذیه قابل اتکایی وجود ندارد.